# Aperol
Aperol is een Italiaans aperitief dat oorspronkelijk werd geproduceerd door de gebroeders Barbieri in Padua. Hoewel het uit 1919 stamt, werd het pas na de Tweede Wereldoorlog populair toen het werd verwerkt in Spritz-cocktails.
Aperol wordt door Grupo Campari geproduceerd. De ingrediënten zijn onder andere zure sinaasappel, gentiaan, rabarber en cinchona. 
Hoewel het ruikt, smaakt en eruitziet als Campari heeft Aperol een alcoholpercentage van slechts 11%, waar Campari 25% alcohol bevat. Beide dranken hebben hetzelfde suikergehalte. Campari is ook een beetje donkerder van kleur. In Duitsland wordt het met een alcoholpercentage van 15% verkocht om regelgeving met betrekking tot statiegeld te ontwijken.

## Prijzen
In 2007 heeft Wine Enthusiast Aperol ingedeeld in de categorie '90-95 punten'.  Op de San Francisco World Spirits Competition in 2010 ontving Aperol een dubbel-gouden medaille, de hoogst mogelijke prijs.